# Hyde United FC
Hyde United FC är en engelsk fotbollsklubb i Hyde, grundad 1919. Hemmamatcherna spelas på Ewen Fields. Klubbens smeknamn är The Tigers.

## Historia
Dagens klubb bildades 1919 men en annan klubb, Hyde FC, bildades redan 1885. Den är bäst ihågkommen för 0–26-förlusten mot Preston North End i en FA-cupmatch 1887, fortfarande ett rekordresultat i en tävlingsmatch i England. Hyde FC lades ned 1917 under första världskriget. När kriget var slut restes krav på att klubben skulle återupplivas, men då den hade skulder bestämdes att en ny klubb skulle bildas – Hyde United FC.
Ett år efter bildandet gick klubben med i Manchester Football League, och man hann med att vinna ligan fem gånger innan man inför säsongen 1930/31 flyttade till Cheshire County League. Man vann titeln två gånger innan man var med och grundade Northern Premier League 1968. Efter bara två säsonger tvingades klubben dra sig ur på grund av ekonomiska problem. Deras fighting spirit under de två säsongerna gjorde att de fick smeknamnet The Tigers.
Hyde United flyttade tillbaka till Cheshire County League, där de spelade tills de vann titeln 1982. Efter stora förbättringar av arenan bekostade av supporterklubben vann man tillträde till Northern Premier League. De följande åren gick det både upp och ned med ekonomin och resultaten på planen. Säsongen 2003/04 vann man Northern Premier League Division One och säsongen därefter Premier Division. Detta innebar avancemang till Conference North, där man slutade på en elfte plats första säsongen.
Säsongen 2006/07 slutade man på en åttonde plats och åkte ut tidigt i cuperna, trots detta så kan säsongen bli ihågkommen för bortavinsten med 7–3 över de lokala rivalerna Stalybridge Celtic.
2010–2015 hette klubben Hyde FC på grund av ett sponsoravtal med Manchester City. Säsongen 2011/12 vann man Conference North och gick upp till Conference Premier, på nivå 5 i det engelska ligasystemet. Där blev det en 18:e plats första säsongen, vilket var klubbens bästa ligaplacering dittills. Året efter kom man dock sist och åkte ur, och detta upprepades följande säsong. Klubben var därmed tillbaka nere i Northern Premier League Premier Division. Där gick det inte bättre än att klubben kom tredje sist och åkte ur för tredje säsongen i rad, till Northern Premier League Division One North (nivå 8).

## Meriter
- Conference North: 2012
- Northern Premier League: 2005
- Northern Premier League Division One: 2004
- Cheshire County League: 1955, 1956, 1982
- Manchester Football League: 1921, 1922, 1923, 1929, 1930

### Webbkällor
- Klubbens webbplats och engelska wikipedia